# Fridericia perrieri
Fridericia perrieri är en ringmaskart som först beskrevs av František Vejdovský 1878.  Fridericia perrieri ingår i släktet Fridericia och familjen småringmaskar. Arten är reproducerande i Sverige. Inga underarter finns listade i Catalogue of Life.